# Gustav Vasas oprør
Gustav Vasas oprør (svensk: Befrielseskriget) var en borgerkrig under Kalmarunionen. Den fandt sted 1521-1523 og førte til, at den svenske adelsmand Gustav Vasa afsatte den dansk-norske konge Christian 2. som regent i Sverige. Dermed ophørte Kalmarunionen. 
Forud for denne krig var gået flere års utilfredshed, herunder Svante Nilsson Stures krig mod Danmark (1504-1512) og Det Stockholmske Blodbad (1520).
Krigen blev afsluttet med en fredsaftale mellem Frederik 1. og Gustav Vasa, der blev medieret af Lübeck i 1524 i Malmö.

## Slag
- Slaget ved Falun (februar 1521)
- Slaget ved Brunnbäck færge (april 1521)
- Slaget ved Västerås (29. april 1521)
- Slaget ved  Uppsala (18. maj 1521)
- Slaget ved  Kalmar (27. maj 1523)
- Slaget ved  Stockholm (16.–17. juni 1523)

## Eksterne envisninger
- Befrielsekriget 1521-1523 Arkiveret 16. september 2011 hos  Wayback Machine på Svensk Militærhistorisk Biblioteks websted.